# Makrem Ayed
Makrem Ayed (ar. مكرم عياد ;ur. 10 września 1973) – tunezyjski judoka. Dwukrotny olimpijczyk. Zajął 21. miejsce w Atlancie 1996 i odpadł w eliminacjach w Sydney 2000. Walczył w wadze ekstralekkiej.
Uczestniczk mistrzostw świata w 1999 i 2001. Startował w Pucharze Świata w latach 1993 i 1995-2001. Srebrny medalista igrzysk śródziemnomorskich w 1997, a także igrzysk frankofońskich w 1994. Wygrał igrzyska afrykańskie w 1995 i 1999; trzeci w 2003. Czterokrotny medalista mistrzostw Afryki w latach 1996 - 2004.

## Letnie Igrzyska Olimpijskie 1996
| Konkurencja | Eliminacje             | Klas. końcowa |
| Konkurencja | Przeciwnik I           | Miejsce       |
| ----------- | ---------------------- | ------------- |
| 63 kg       | Nikołaj Ożegin (RUS) P | 21.           |

## Letnie Igrzyska Olimpijskie 2000
| Konkurencja | Eliminacje               | Eliminacje             | Klas. końcowa |
| Konkurencja | Przeciwnik I             | Przeciwnik II          | Miejsce       |
| ----------- | ------------------------ | ---------------------- | ------------- |
| 60 kg       | Adrian Robertson (AUS) Z | Marek Matuszek (SVK) P | II runda.     |